# Ruine Hohentann
Die Ruine Hohentann, auch Alttann und Tanne genannt, ist eine abgegangene Höhenburg auf 630 m ü. NHN an Stelle der Kirche im Ortsteil Alttann der Gemeinde Wolfegg im Landkreis Ravensburg in Baden-Württemberg.
Die Burg wurde in der zweiten Hälfte des 12. Jahrhunderts erwähnt und war die Stammburg der welfisch-staufischen Ministerialen von Tann, die sich später Truchsessen von Waldburg und Schenken von Winterstetten nannten. 1243 kam die Burg an die Schenken von Schmalegg, deren Dienstleute sich nach ihr benannten. Ende des 13. Jahrhunderts wurde die Burg zerstört.